# Secret Rabbit Code
Secret Rabbit Code (SRC, auch bekannt als libsamplerate) ist eine freie Programmbibliothek zur Konvertierung der Abtastrate von PCM-Audiodaten.
Sie unterstützt eine Reihe von Interpolationsmethoden für die Konvertierung mit unterschiedlichen Kompromissen zwischen Audio-Qualität und Prozessorleistungsbedarf. Neben ZOH- und linearer Interpolation (FOH) können unterschiedlich hochwertige Sinc-Interpolationen verwendet werden.
Es gibt Sprachanbindung für die Programmiersprache OCaml.
Sie wird von Erik de Castro Lopo („Mega Nerd“) in der Programmiersprache C entwickelt und hat keine Laufzeit-Abhängigkeiten zu anderer Software außer libc6.
Die Bibliothek wird als freie Software auch im Quelltext unter den Bedingungen der 2-clause BSD license verbreitet. Bis 2016 stand die Bibliothek unter Version 2 oder höher der GNU General Public License (GPL), wobei zusätzlich kommerzielle Lizenzen gegen eine einmalige Zahlung von 1.000 australischen Dollars angeboten wurden. Sie ist plattformunabhängig und läuft bekanntermaßen problemlos unter Linux-, Mac-OS-X-, 32-Bit-Windows- und Solaris-Systemen. Sie ist bei allen populären Linux-Distributionen direkt aus den Standard-Paketquellen installierbar.
Sie gilt als sehr hochwertig und wird in einer Reihe freier Audio-Software genutzt, darunter PulseAudio, JACK, Ardour, Kino, der Music Player Daemon, Media Lovin’ Toolkit und das VLC Media Player. Eine Alternative zu dieser Bibliothek ist daher die nicht so hochwertige Bibliothek libresample.
Die erste Alpha-Version (0.0.0) wurde am 6. Oktober 2002 fertiggestellt, die erste Veröffentlichung war die Alpha-Version 0.0.12 vom 28. November 2002.